# The Cliks
The Cliks est un groupe canadien de rock, originaire de Toronto, en Ontario. Il est composé de Lucas Silveira (voix/guitare), Tobi Parks (basse), et Brian Viglione (batterie).

## Biographie
Dans une interview pour le magazine In The Life Lucas précisait que le nom du groupe était dérivé de deux idées : utiliser le mot The comme les groupes The Beatles ou The Rolling Stones et cliks comme une combinaison de deux mots en argot anglais clit et cock (désignant le sexe féminin et le sexe masculin) .
Une combinaison différente du groupe composé de Lucas Silveira, Ezri Kaysen (basse), et Heidi Chan (batterie) sortent un premier album éponyme en 2004. Cette première formation prend fin en 2005, et cela précipite alors une période difficile pour le chanteur et guitariste Lucas Silveira : « J'étais à la fin d'une relation de six ans et demi qui a pris un très mauvais tournant. Puis les deux membres du groupe ont décidé de partir. C'était dur parce que je tombais dans la musique pour tenir, c'est ce qui me permettait de continuer d'avancer. Mon père a eu une attaque. Ma grand-mère est décédée. Un ami à moi qui avait été guéri du cancer a fait une rechute quatre mois plus tard. Les événements se sont enchainés ».
Leur premier album, Snakehouse, est sorti le 24 avril 2007 sur les labels Warner Music au Canada et Tommy Boy Records aux États-Unis. Le 21 octobre 2008, The Cliks annonce sur MySpace le départ de Nina Martinez. Leur troisième album, Dirty King, est publié le 23 juin 2009.  Le 8 novembre 2009, sur le Myspace de The Cliks, Silveria annonce l'arrivée de Brian Viglione et Tobi Parks (ex-The Star Death).

## Discographie

### Albums studio
- 2004 : The Cliks
- 2007 : Snakehouse
- 2009 : Dirty King
- 2013 : Black Tie Elevator

### Singles
- 2007 : Oh Yeah
- 2007 : Eyes In the Back of My Head
- 2007 : Complicated
- 2008 : My Heroes (SUV)
- 2009 : Dirty King